# Златко Рендулић
Златко Рендулић (Јастребарско, 29. септембар 1920 — Београд, 24. април 2021) био је пилот, дипломирани ваздухопловни инжењер, доктор техничких наука и ваздухопловнотехнички генерал-пуковник ЈНА.

## Биографија
Златко Рендулић пре Другог светског рата је био као студент технике, пилот Југословенског краљевског ваздухопловства. Придружио се НОВЈ у лето 1943, а члан КПЈ је постао у лето 1944. У рату је био пилот и политички комесар ескадриле. Завршио је пилотску школу Југословенског краљевског војног ваздухопловства у Панчеву и пилотску школу РАФ-а.
По завршетку рата био је пилот у оперативној јединици на аеродрому у Скопљу, радио је као инжењер и пробни пилот у Ваздухопловном опитном центру (ВОЦ), био је начелник Ваздухопловнотехничког института, као и начелник Управе ратног ваздухопловства у генералштабу ЈНА.
Дипломирао је на Машинском факултету у Београду 1948. године, совјетској Војно-ваздухопловној инжењерској академији Жуковски, магистрирао је 1954. на универзитету Корнел и универзитету Мичиген. Докторирао је 1964. на Машинском факултету у Београду. Као редовни професор радио је у Центру за стратешке студије Генералштаба ЈНА. Био је члан Међународне ваздухопловне академије.

## Објављени радови
- Златко Рендулић, Прилог оптимализацији програма лета авиона и пројектила у атмосфери: докторска дисертација, Машински факултет Београд, (1964). pp. 104
- Златко Рендулић, Ваздухопловна техника данас и њене перспективе, Ваздухопловни гласник, Београд (1969). pp. 208
- Златко Рендулић, Ваздухопловне доктрине: гледишта и техника, Војноиздавачки завод, Београд (1974). pp. 482
- Златко Рендулић, Научно-технички прогрес и наоружање, Војноиздавачки завод, Београд (1980). pp. 334
- Златко Рендулић, Аеродинамика, ССНО Београд, (1984). pp. 536
- Златко Рендулић, Механика лета, Војноиздавачки и новински центар, Београд (1987). pp. 647
- Златко Рендулић, СВЕМИРСКА ОРУЖЈА I РАТ ЗВЕЗДА , Војноиздавачки и новински центар, Београд (1988). pp. 183
- Златко Рендулић, Авиони домаће конструкције после Другог светског рата, "Лола" институт, Београд, (1996). pp. 149
- Владимир Милошевић, Златко Рендулић, Битка за Британију, Удружење за неговање ваздухопловних традиција, Београд (1997). pp. 63
- Златко Рендулић, Преобразба САД у империјалну силу, Јесенски и Турк.
- Златко Рендулић, Генерал авнојске Југославије: сјећања, Голден маркетинг, Техничка књига.
- Златко Рендулић, Зоран Рендулић, Правци развоја борбених авиона, Јет Манга.
- Златко Рендулић, Енигма живота у космосу, Теовид.

## Видео прилог
- „Златко Рендулић – портрет аеродинамичара (РТС“)